# Ines Cronjäger
Ines Cronjäger, verheiratet als Ines Harjes, (* 25. Januar 1977 in Göttingen) ist eine deutsche Langstreckenläuferin, die sich auf die Marathondistanz spezialisiert hat.

## Werdegang
1997 wurde sie Dritte beim Greifenseelauf. Bei den Halbmarathon-Weltmeisterschaften 1998 in Uster kam sie auf Platz 88.
2000 wurde sie bei ihrem ersten Start über die 42,195-km-Distanz als Gesamtsiegerin des Rhein-Ruhr-Marathons Deutsche Meisterin im Marathonlauf. Im folgenden Jahr stellte sie als Zwölfte des Rotterdam-Marathon ihre persönliche Bestleistung von 2:39:40 h auf. 2002 siegte sie beim Hannover-Marathon, 2003 belegte sie dort den zweiten und beim Köln-Marathon den dritten Platz. Ihren zweiten Deutschen Meistertitel errang sie 2004 beim Hannover-Marathon, wo sie als Gesamtzweite das Ziel erreichte.
Bis 2002 startete Ines Cronjäger für die LG Seesen, von 2003 bis 2005 für die LG Hannover und ab 2006 für die LG VfL/SSG Bensheim. Sie studierte an der Universität Hannover und wurde 2006 Lehrerin für Mathematik und Sport am Alten Kurfürstlichen Gymnasium in Bensheim.
Auch ihre Cousine Cathrin Cronjäger ist als Langstreckenläuferin aktiv.

## Persönliche Bestzeiten
- 5000 m: 16:27,7 min, 14. Juni 2000, Unterlüß
- 10.000 m: 33:58,41 min, 27. Mai 2000, Troisdorf
- Halbmarathon: 1:14:46 h, 20. September 1997, Greifensee ZH
- Marathon: 2:39:40 h, 22. April 2001, Rotterdam